# Anton Šťastný
Anton Šťastný (* 5. August 1959 in Bratislava, Tschechoslowakei) ist ein ehemaliger slowakischer Eishockeyspieler, der von 1980 bis 1989 für die Québec Nordiques in der National Hockey League spielte.

## Karriere
Seine Karriere begann er in der damaligen Tschechoslowakei bei Slovan CHJZD Bratislava. Nach einem Vierten Platz im Vorjahr, gewann er mit den Junioren seines Landes die Silbermedaille bei der Junioren-Weltmeisterschaft 1979 in Schweden. Im selben Jahr stand er gemeinsam mit seinen Brüdern auch bei den Senioren im Weltmeisterschaftskader und konnte in  Moskau auch den zweiten Platz belegen. Bereits beim NHL Amateur Draft 1978 war er von den Philadelphia Flyers in der zwölften Runde als 198. ausgewählt worden. Schon ein Jahr später kam er erneut in den Draft und wurde nun beim NHL Entry Draft 1979 von den Québec Nordiques bereits in der vierten Runde als 83 gezogen.
Ein internationales Highlight sollten für ihn die Olympischen Winterspiele 1980 in Lake Placid werden, doch nach Niederlagen gegen die USA und Schweden in der Vorrunde waren alle Hoffnungen auf eine Medaille dahin. Nach dem Ende der Olympischen Spiele gelang es Anton, sich gemeinsam mit seinem Bruder Peter in die USA abzusetzen. Beide beantragten die Staatsbürgerschaft der Vereinigten Staaten und schlossen sich den Québec Nordiques an.
Ab der Saison 1980/81 sorgten die Šťastný-Brüder in der NHL für Furore. Mit 85 Punkten spielte Anton eine großartige Rookie-Saison. In diesem Jahr gelang es ihm auch einen bis heute gültigen Rekord aufzustellen. Bei einem 11:7-Sieg bei den Washington Capitals konnte er 8 Punkte (3 Tore + 5 Vorlagen) beisteuern. In einem Auswärtsspiel gelang dies nur seinem Bruder Peter, der im selben Spiel vier Tore und vier Vorlagen erzielte. Ein Jahr später kam mit Marián auch noch der älteste Bruder nach Quebec. Sieben Jahre in Folge erreichte er mit den Nordiques die Playoffs und war stets unter den Topscorern des Teams. Nachdem er in der Saison 1988/89 nur noch auf 37 Punkte gekommen war und vereinzelt im AHL-Farmteam bei den Halifax Citadels eingesetzt worden war, entschied er sich für einen Wechsel zurück nach Europa.
Er spielte drei Jahre in der Schweiz, zuerst eine Saison bei Fribourg-Gottéron und anschließend zwei Spielzeiten für den EHC Olten. Zum Ende seiner Karriere kehrte er wieder zu Slovan Bratislava in die slowakische Extraliga zurück. 1994 beendete er seine Karriere.

## Erfolge und Auszeichnungen
- 1979 Tschechoslowakischer Meister mit Slovan CHJZD Bratislava
- 1979 All-Star-Team der 1. Liga

### International
- 1977 Silbermedaille bei der U18-Junioren-Europameisterschaft
- 1978 All-Star-Team der U20-Junioren-Weltmeisterschaft
- 1979 Silbermedaille bei der U20-Junioren-Weltmeisterschaft
- 1979 Silbermedaille bei der Weltmeisterschaft

## Rekorde
- 8 Punkte in einem Auswärtsspiel (3 Tore und 5 Vorlagen) (22. Februar 1981; Capitals - Nordiques 7:11) gemeinsam mit seinem Bruder Peter Šťastný, der es im selben Spiel auf 4 Tore und 4 Vorlagen brachte.

## Karrierestatistik

### International
Vertrat die Tschechoslowakei bei:
| - U18-Junioren-Europameisterschaft 1977 - U20-Junioren-Weltmeisterschaft 1978 - U20-Junioren-Weltmeisterschaft 1979 | - Weltmeisterschaft 1979 - Olympischen Winterspielen 1980 |

(Legende zur Spielerstatistik: Sp oder GP = absolvierte Spiele; T oder G = erzielte Tore; V oder A = erzielte Assists; Pkt oder Pts = erzielte Scorerpunkte; SM oder PIM = erhaltene Strafminuten; +/− = Plus/Minus-Bilanz; PP = erzielte Überzahltore; SH = erzielte Unterzahltore; GW = erzielte Siegtore; 1 Play-downs/Relegation; Kursiv: Statistik nicht vollständig)